# Жек, Леон
Лео́н Жек (фр. Léon Jeck, 9 февраля 1947, Анс, Валлония — 24 июня 2007, Серен, Валлония) — бельгийский футболист, игравший на позиции защитника.
Выступал, в основном, за «Стандард» (Льеж), с которым стал трёхкратным чемпионом Бельгии и двухкратным обладателем Кубка Бельгии. Участник чемпионата мира 1970 года в составе национальной сборной Бельгии.

## Клубная карьера
В 1964 году дебютировал во взрослом футболе за льежскую команду «Стандард», в которой провёл десять сезонов, приняв участие в 180 матчах чемпионата. За это время трижды подряд (1969—1971) завоевал титул чемпиона Бельгии и дважды подряд Кубок Бельгии в 1966 и 1967 годах. Жек был игроком стартового состава и выступал в центре обороны с Николя Девальком, регулярно играл за клуб в еврокубках, отыграв 36 матчей. Наибольшим достижением Леона в составе «Стандарда» стал выход в четвертьфинал Кубка европейских чемпионов 1969/1970 и полуфинал Кубка обладателей кубков УЕФА 1966/1967.
Завершил профессиональную игровую карьеру в команде «Юнион», за которую выступал в течение сезона 1974/1975 годов во втором дивизионе страны, а затем ещё в течение двух лет играл за любительский «Теллинуаз».

## Карьера в сборной
7 апреля 1968 года дебютировал в официальных матчах в составе национальной сборной Бельгии в товарищеской игре против Нидерландов (2:1).
В составе сборной был участником чемпионата мира 1970 года в Мексике, на котором сыграл в двух матчах своей сборной — против СССР (1:4) и Мексики (0:1), а сборная не преодолела групповой этап. Именно фол Леона Жека привёл к решающему пенальти в матче с мексиканцами.
В течение карьеры в национальной команде, которая длилась 3 года, провёл в её форме 11 матчей.
Скончался 24 июня 2007 года на 61-м году жизни от лёгочной эмболии.

## Достижения
«Стандард» (Льеж)
- Чемпион Бельгии (3): 1968/1969, 1969/1970, 1970/1971
- Обладатель Кубка Бельгии (2): 1965/1966, 1966/1967

## Примітки
1. ↑  Worldfootball.net (мн.)
2. ↑  Профиль на сайте BDFutbol.com (англ.)
3. ↑  Профиль на сайте National Football Teams (англ.)
4. ↑  Профиль Леона Жека (англ.). 11v11.com. Дата обращения: 15 ноября 2024.
5. ↑  Mexico vs. Belgium - 11 June 1970 (англ.). Soccerway. Дата обращения: 15 ноября 2024.
6. ↑  Belgium — Record International Players (англ.). RSSSF. Дата обращения: 15 ноября 2024. Архивировано 25 июня 2016 года.
7. ↑  Léon Jeck emporté par une embolie (фр.). Le Soir (25 июня 2007). Дата обращения: 15 ноября 2024. Архивировано 4 марта 2016 года.